# فورست أكرمان
فورست أكرمان أو فورست جيمس أكرمان (بالإنجليزية: Forrest J Ackerman)‏(مواليد 24 نوفمبر 1916 - وفيات 4 ديسمبر 2008) كان محرر مجلة أمريكية، وكاتب خيال علمي ووكيل أدبي. هو أحد مؤسسي الخيال العلمي fandom ، وهو خبير بارز في العلوم الروايات الخيالية، الرعب، والأفلام الخيالية،  واعترف بأنه الأكثر جمعًا في العالم لكتب النوع وتذكارات الأفلام. كان مقره في لوس أنجلوس، كاليفورنيا.
خلال مسيرته المهنية كعميل أدبي، مثل أكرمان مؤلفي قصص الخيال العلمي مثل راي برادبري وإسحاق آسيموف و A.E. فان فوغت وكيرت سيودماك ولون رون هوبارد. لأكثر من سبعة عقود، كان واحدا من الناطقين الرسميين والناشطين البارزين في الخيال العلمي.
كان أكرمان محررًا وكاتبًا رئيسيًا للمجلة الأمريكية الشهيرة «وحوش فيلملاند»، بالإضافة إلى ممثل، من خمسينيات القرن العشرين إلى القرن الحادي والعشرين. يظهر في العديد من الأفلام الوثائقية المرتبطة بهذه الفترة في الثقافة الشعبية، مثل «الوحش الشهير»: فورست ي آكرمان  (أخرجه مايكل ر. ماكدونالد  وكتبه إيان جونستون ref>"Ian Johnston". IMDb.com. مؤرشف من الأصل في 2015-10-15. اطلع عليه بتاريخ 2015-09-18.</ref>)، والذي عرض لأول مرة في المسرح المصري مارس 2009، خلال تكريم فورست ي أكرمان. The Ackermonster Chronicles! ] (فيلم وثائقي لعام 2012 عن أكرمان  من قبل الكاتب والمخرج جاسون الخامس بروك. وشارلز بومونت: الرجل السحري في منطقة الشفق،  عن المؤلف الراحل تشارلز بومونت، العميل السابق لوكالة آكرمان.
وتسمى أيضا «فورى»،  «العم فورى»، «أكرمونستر»، [14] «دكتور أكولا»، «فورجاك»،  «4 إي» و «4 سى جى»،  اكرمان كان مركزيا لتشكيل وتنظيم ونشر الخيال العلمي fandom وشخصية رئيسية في الإدراك الثقافي الأوسع للخيال العلمي كنوع أدبي وفنّ وفيلم. اشتهر بلعبه وعباراته الجديدة، صاغ هذا اللقب "sci-fi". في عام 1953، تم التصويت له على أنه «الشخصية الأولى من المعجبين» من قبل أعضاء الجمعية العالمية للخيال العلمي، وهي جائزة هيوغو فريدة من نوعها لم تمنح لأي شخص آخر.
كما كان من بين المدافعين الأوائل والأكثر صراحة عن الإسبرانتو في مجتمع الخيال العلمي.

## روابط خارجية
- فورست أكرمان على موقع IMDb (الإنجليزية)
- فورست أكرمان على موقع ألو سيني (الفرنسية)
- فورست أكرمان على موقع أول موفي (الإنجليزية)
- فورست أكرمان على موقع قاعدة بيانات الأفلام السويدية (السويدية)
- فورست أكرمان على موقع إن إن دي بي (الإنجليزية)
- فورست أكرمان على موقع ديسكوغز (الإنجليزية)
- فورست أكرمان على موقع قاعدة بيانات الفيلم (الإنجليزية)
- فورست أكرمان على موقع كينوبويسك (الروسية)